# Mechanize
Mechanize è il settimo album in studio dei Fear Factory pubblicato il 5 febbraio 2010 dalla Candlelight Records.
L'album segna il ritorno nella formazione del chitarrista Dino Cazares dopo nove anni dalla sua uscita, ed è l'unico della band registrato con Gene Hoglan alla batteria.

## Tracce
1. Mechanize - 4:41
2. Industrial Discipline - 3:38
3. Fear Campaign - 4:54
4. Powershifter - 3:51
5. Christploitation - 4:58
6. Oxidizer - 3:44
7. Controlled Demolition - 4:25
8. Designing the Enemy - 4:55
9. Metallic Division - 1:30
10. Final Exit - 8:18

Bonus Track Digipak
1. Crash Test (re-recorded version) - 3:40

Bonus Track Giapponese
1. Martyr (2010 Version) - 4:20

Bonus Box-set e Digipak USA
1. Big God (Demo '91) - 1:48
2. Self Immolation (Demo '91) - 2:55
3. Soul Womb (Demo '91) - 2:38

## Formazione
- Burton C. Bell - voce
- Dino Cazares - chitarra
- Byron Stroud - basso
- Gene Hoglan - batteria
- Rhys Fulber - tastiere, sampler, produzione